# Route 133 (Québec)
Pour les articles homonymes, voir Route 133.
La route 133 (R-133) est une route nationale québécoise historique et patrimoniale située au sud du fleuve Saint-Laurent et sur la rive est de la rivière Richelieu. Elle occupe la région de la Montérégie.

## Tracé
La route 133 débute à la frontière américaine à Saint-Armand sous forme d'une voie rapide à quatre voies. Elle devient une route à deux voies quelques kilomètres après la frontière jusqu'à Sorel-Tracy. Entre Saint-Jean-sur-Richelieu et Mont-Saint-Hilaire, c'est une route de type 2 + 1, sur une longueur de 21 km, sauf dans les traversées d'agglomérations. Sur ce trajet, elle traverse, entre autres, Mont-Saint-Hilaire et Saint-Denis-sur-Richelieu. Elle se termine sur la rive du fleuve Saint-Laurent tout près de la traverse Sorel-Tracy-Saint-Ignace-de-Loyola.
La route 133 est désignée chemin patrimonial et baptisée « Chemin des Patriotes » en l'honneur de la Rébellion des Patriotes de 1837-1838.

## Frontière internationale
À son extrémité sud, la route 133 permet de relier le Québec à l'État du Vermont, aux États-Unis. Après la frontière, la route se transforme en autoroute et devient l'I-89. Elle entre dans le Vermont par la municipalité de Highgate, dans le comté de Franklin. Le poste frontalier américain est ouvert à l'année, 24/7, et compte six voies pour les véhicules de passagers et une voie pour les véhicules commerciaux. À partir de la frontière québécoise, la ville de Burlington se trouve à 70 km. La ville de Boston, quant à elle, est située à 415 km au sud-est.

## Projets en cours
La route 133, au sud de Saint-Sébastien, fait partie du lien routier Montréal-Boston. Elle sera bientôt remplacée par l'A-35 qui devrait être prolongée jusqu'à la frontière américaine.

## Localités traversées (du sud au nord)
Liste des municipalités dont le territoire est traversé par la route 133, regroupées par municipalité régionale de comté.

### Estrie
Brome-Missisquoi
- Saint-Armand
- Pike-River

### Montérégie
Le Haut-Richelieu
- Saint-Sébastien
- Henryville
- Sainte-Anne-de-Sabrevois
- Saint-Jean-sur-Richelieu

Rouville
- Richelieu
- Saint-Mathias-sur-Richelieu

La Vallée-du-Richelieu
- Otterburn Park
- Mont-Saint-Hilaire
- Saint-Charles-sur-Richelieu
- Saint-Denis-sur-Richelieu

Pierre-De Saurel
- Saint-Ours
- Sainte-Victoire-de-Sorel
- Sorel-Tracy

## Intersections majeures
| MRC                                                                                           | Municipalité                | km     | Sortie                                 | Destinations                                                                                    | Notes |
| --------------------------------------------------------------------------------------------- | --------------------------- | ------ | -------------------------------------- | ----------------------------------------------------------------------------------------------- | --- |
| Brome-Missisquoi                                                                              | Saint-Armand                | 0,00   |                                        | I-89 sud vers US 7 sud – Saint Albans, Burlington                                               | Continue au Vermont; futur terminus sud de l'A-35                                                                                        |
| Brome-Missisquoi                                                                              | Saint-Armand                | 0,00   | Frontière canado-américaine            |                                                                                                 | |
| Brome-Missisquoi                                                                              | Saint-Armand                | 2,10   | 3                                      | Chemin de Saint-Armand                                                                          | Futur échangeur |
| Brome-Missisquoi                                                                              | Saint-Armand                | 5,40   | 6                                      | A-35 / Chemin Champlain                                                                         | Futur échangeur |
| Brome-Missisquoi                                                                              | Pike River                  | 12,30  |                                        | R-202 est – Bedford, Cowansville                                                                | Terminus sud du multiplex avec la R-202                                                                                                  |
| Brome-Missisquoi                                                                              | Pike River                  | 13,20  |                                        | R-202 ouest – Venise-en-Québec, Lacolle                                                         | Terminus nord du multiplex avec la R-202; Lacolle indiqué en direction nord seulement                                                    |
| Le Haut-Richelieu                                                                             | Saint-Sébastien             | 17,10  |                                        | A-35 nord – Saint-Jean-sur-Richelieu                                                            | Terminus sud actuel de l'A-35 |
| Le Haut-Richelieu                                                                             | Saint-Sébastien             | 18,80  |                                        | R-227 – Venise-en-Québec, Saint-Alexandre                                                       | |
| Le Haut-Richelieu                                                                             | Sainte-Anne-de-Sabrevois    | 31,10  |                                        | R-225 sud – Noyan, Saint-Georges-de-Clarenceville                                               | Terminus nord de la R-225; Saint-Georges-de-Clarenceville indiqué en direction sud seulement                                             |
| Le Haut-Richelieu                                                                             | Saint-Jean-sur-Richelieu    | 39,60  |                                        | Chemin de la Grande-Ligne est vers A-35 sud – Saint-Alexandre, Vermont                          | |
| Le Haut-Richelieu                                                                             | Saint-Jean-sur-Richelieu    | 40,50  |                                        | Boulevard d'Iberville                                                                           | Carrefour giratoire |
| Le Haut-Richelieu                                                                             | Saint-Jean-sur-Richelieu    | 41,30  | 38                                     | A-35 sud vers I-89 – Saint-Jean-sur-Richelieu                                                   | Sortie direction sud, entrée direction nord; terminus sud du multiplex avec l'A-35; échangeur; les numéros de sortie sont ceux de l'A-35 |
| Le Haut-Richelieu                                                                             | Saint-Jean-sur-Richelieu    | 43,00  | 39                                     | R-104 est – Mont-Saint-Grégoire, Farnham                                                        | Terminus sud du multiplex avec la R-104                                                                                                  |
| Le Haut-Richelieu                                                                             | Saint-Jean-sur-Richelieu    | 46,50  | 42                                     | A-35 nord / R-104 ouest vers R-223 – Saint-Jean-sur-Richelieu (Centre-ville), Chambly, Montréal | Terminus nord du multiplex avec l'A-35 / R‑104                                                                                           |
| Rouville                                                                                      | Richelieu                   | 57,20  |                                        | A-10 – Sherbrooke, Montréal                                                                     | Sortie 29 de l'A-10 |
| Rouville                                                                                      | Richelieu                   | 60,40  |                                        | R-112 – Granby, Chambly                                                                         | |
| La Vallée-du-Richelieu                                                                        | Mont-Saint-Hilaire          | 76,10  |                                        | R-116 / R-229 – Belœil, Saint-Hyacinthe                                                         | |
| La Vallée-du-Richelieu                                                                        | Mont-Saint-Hilaire          | 79,70  |                                        | A-20 – Montréal, Québec                                                                         | Sortie 113 de l'A-20 |
| La Vallée-du-Richelieu                                                                        | Saint-Charles-sur-Richelieu | 90,90  |                                        | Rue de l'Union                                                                                  | Traversier vers Saint-Marc-sur-Richelieu                                                                                                 |
| La Vallée-du-Richelieu                                                                        | Saint-Denis-sur-Richelieu   | 101,90 |                                        | Rue Handfield                                                                                   | Traversier vers Saint-Antoine-sur-Richelieu                                                                                              |
| La Vallée-du-Richelieu                                                                        | Saint-Denis-sur-Richelieu   | 102,20 |                                        | R-137 sud – Saint-Hyacinthe                                                                     | Terminus nord de la R-137 |
| Pierre-De Saurel                                                                              | Saint-Ours                  | 114,20 |                                        | Avenue de la Traverse                                                                           | Traversier vers Saint-Roch-de- Richelieu                                                                                                 |
| Pierre-De Saurel                                                                              | Sainte-Victoire-de-Sorel    | 124,20 |                                        | R-239 sud – Sainte-Victoire-de-Sorel                                                            | Terminus nord de la R-239 |
| Pierre-De Saurel                                                                              | Sorel-Tracy                 | 130,10 |                                        | A-30 – Montréal, Nicolet                                                                        | Intersection à niveau |
| Pierre-De Saurel                                                                              | Sorel-Tracy                 | 132,20 |                                        | R-132 (Avenue de l'Hôtel-Dieu)                                                                  | |
| Pierre-De Saurel                                                                              | Sorel-Tracy                 | 132,90 |                                        | Quai du traversier de Sorel-Tracy                                                               | Terminus nord |
| Fleuve Saint-Laurent                                                                          | Fleuve Saint-Laurent        | 132,90 | Traversier vers Saint-Ignace-de-Loyola | Traversier vers Saint-Ignace-de-Loyola                                                          | Traversier vers Saint-Ignace-de-Loyola                                                                                                   |
| - Terminus de multiplex - Accès incomplet - Passage payant - Non-ouvert - Transition de route |                             |        |                                        |                                                                                                 | |